# Maximilien-Henri de Saxe-Eisenach
Maximilien-Henri de Saxe-Eisenach (17 octobre 1666, Friedewald – 23 juillet 1668, Altenkirchen) est le troisième fils de Jean-Georges Ier de Saxe-Eisenach et de son épouse Jeannette de Sayn-Wittgenstein. 
Son frère jumeau est le duc Jean-Guillaume de Saxe-Eisenach. Il repose dans l'église Saint-Georges d'Eisenach.